# 埃及鎧甲蝦
埃及鎧甲蝦（学名：Galathea aegyptiaca）为鎧甲蝦科鎧甲蝦屬下的一个种。